# Sweet Dreams (Are Made of This) (album)
Sweet Dreams (Are Made of This) – album brytyjskiego zespołu Eurythmics, wydany w 1983 roku.

## Ogólne informacje
Jest to drugi studyjny album zespołu. W przeciwieństwie do debiutanckiej płyty, która poniosła komercyjną porażkę, album Sweet Dreams okazał się światowym sukcesem i przełomem w karierze zespołu. Płyta, będąca połączeniem synth popu i nieco mrocznej elektroniki, zapewniła Eurythmics światową sławę, a singel z niej pochodzący – „Sweet Dreams” – stał się jedną z najbardziej rozpoznawalnych piosenek zespołu i jednym z największych hitów lat 80. Płyta zajęła wysokie miejsca na listach sprzedaży, zebrała także bardzo pozytywne recenzje ze strony krytyków.
Album promowały single: „This Is the House”, „The Walk”, „Love Is a Stranger” i piosenka tytułowa. Utwór „Love Is a Stranger” pierwotnie nie okazał się przebojem, jednak po sukcesie singla „Sweet Dreams” został wydany ponownie i zajął wysokie miejsca na listach.
14 listopada 2005 wytwórnia Sony BMG wydała ekskluzywne wydanie płyty Sweet Dreams (Are Made of This) w digipacku, wzbogacone o remiksy i dodatkowe nagrania (w tym cover „Satellite of Love” z repertuaru Lou Reeda).

## Lista utworów
1. „Love Is a Stranger” – 3:43
2. „I’ve Got an Angel” – 2:45
3. „Wrap It Up” – 3:33
4. „I Could Give You (A Mirror)” – 3:51
5. „The Walk” – 4:40
6. „Sweet Dreams (Are Made of This)” – 3:36
7. „Jennifer” – 5:06
8. „This Is the House” – 4:56
9. „Somebody Told Me” – 3:29
10. „This City Never Sleeps” – 6:20

Dodatkowe ścieżki (reedycja z 2005 roku)
1. „Home Is Where the Heart Is” – 2:28
2. „Monkey Monkey” – 4:14
3. „Baby's Gone Blue” – 5:15
4. „Sweet Dreams” (Hot Remix) – 5:17
5. „Love Is a Stranger” (Coldcut Remix) – 7:18
6. „Satellite of Love” – 4:37

## Twórcy
Eurythmics
- Annie Lennox – śpiew, flet, syntezator, keyboard
- Dave Stewart – gitara, wokal wspierający, keyboard, syntezator, sekwencer

Muzycy towarzyszący
- Robert Crash – gitara, bębny, syntezator
- Green Gartside (z zespołu Scritti Politti) – gościnny śpiew w "Wrap It Up"
- Dick Cuthell – trąbka
- Adam Williams – gitara basowa, syntezator
- Andy Brown – gitara basowa
- Reynard Falconer – syntezator
- John Turnbull – gitara

## Single
- 1982: „This Is the House”
- 1982: „The Walk”
- 1982: „Love Is a Stranger”
- 1983: „Sweet Dreams (Are Made of This)”

## Pozycje na listach
| Kraj              | Pozycja |
| ----------------- | ------- |
| Wielka Brytania   | 3       |
| Stany Zjednoczone | 15      |
| Niemcy            | 6       |
| Szwecja           | 14      |
| Australia         | 5       |
| Nowa Zelandia     | 2       |

## Certyfikaty i sprzedaż
| Kraj                     | Certyfikat         | Sprzedaż |
| ------------------------ | ------------------ | -------- |
| Kanada (MC)              | 2x platynowa płyta | 200 000+ |
| Niemcy (BVMI)            | złota płyta        | 250 000+ |
| Stany Zjednoczone (RIAA) | złota płyta        | 500 000+ |
| Wielka Brytania (BPI)    | platynowa płyta    | 300 000+ |